# عبد العزيز المطوع
عبد العزيز عبد اللطيف محمد المطوع من مواليد دولة الكويت - فريج القناعات - في عام 1942 ، نائب سابق، شارك في انتخابات مجلس الأمة الكويتي أعوام 1985 - 1996 - 1999 وفاز بالعضوية بالثلاث مجالس انتخابية عن الدائرة الانتخابية الخامسة - القادسية ، حاصل علي بكالوريوس المحاسبة من كلية التجارة (جامعة القاهرة) عام 1963.

## مواقفه في مجلس الأمة
| الكتل                                  | الاخوان المسلمون |
| اللجان                                 | الكتلة الإسلامية |
| طرح الثقة بالوزير ضيف الله شرار (2003) | معارض طرح الثقة  |
| طرح الثقة بالوزير الإبراهيم (2002)     | معارض طرح الثقة  |
| تجنيس البدون (2000)                    | غير موافق        |
| طرح الثقة بالصبيح (2000)               | معارض لطرح الثقة |
| حقوق المرأة السياسة (1999)             | موافق            |